# Our Mrs. McChesney
Our Mrs. McChesney er en amerikansk stumfilm fra 1918 af Ralph Ince.

## Medvirkende
- Ethel Barrymore - Emma McChesney
- Huntley Gordon - T. A. Buck Jr.
- Wilfred Lytell - Jack McChesney
- Lucille Lee Stewart - Vera Sherwood
- John Daly Murphy - Abel Fromkin